# Empoli Football Club 1949-1950
Questa voce raccoglie le informazioni riguardanti l'Empoli Football Club nelle competizioni ufficiali della stagione 1949-1950.

## Rosa
| N. |                      | Ruolo | Calciatore         |
| -- | -------------------- | ----- | ------------------ |
|    | Italia (bandiera)    | A     | Nibbio Bacci       |
|    | Italia (bandiera)    | C     | Osvaldo Biancardi  |
|    | Italia (bandiera)    | C     | Raoul Bortoletto   |
|    | Argentina (bandiera) | A     | Juan Calichio      |
|    | Italia (bandiera)    | A     | Giulio Cecioni     |
|    | Italia (bandiera)    | C     | Bruno Chizzo       |
|    | Italia (bandiera)    | C     | Roberto Croci      |
|    | Italia (bandiera)    | A     | Vittorio Ercoli    |
|    | Italia (bandiera)    | A     | Mario Ferrari      |
|    | Italia (bandiera)    | D     | Velio Freschi (II) |
|    | Italia (bandiera)    | A     | Ugo Gregorin       |

| N. |                   | Ruolo | Calciatore           |
| -- | ----------------- | ----- | -------------------- |
|    | Italia (bandiera) | C     | Francesco Grosso     |
|    | Italia (bandiera) | C     | Masi                 |
|    | Italia (bandiera) | A     | Giovanni Pallavicini |
|    | Italia (bandiera) | D     | Tristano Pangaro     |
|    | Italia (bandiera) | C     | Ferruccio Paravano   |
|    | Italia (bandiera) | C     | Marcello Pierattini  |
|    | Italia (bandiera) | P     | Livio Puccioni       |
|    | Italia (bandiera) | A     | Piero Rossi          |
|    | Italia (bandiera) | A     | Enrico Rovini        |
|    | Italia (bandiera) | C     | Mario Tosolini       |
|    | Italia (bandiera) | D     | Fulvio Zonch         |

## Risultati

### Campionato

#### Girone di andata
| 11 settembre 1949 1ª giornata | Empoli | 1 – 3 referto | SPAL |  |

| 18 settembre 1949 2ª giornata | Empoli | 0 – 2 referto | Cremonese |  |

| 25 settembre 1949 3ª giornata | Brescia | 5 – 3 referto | Empoli |  |

| 2 ottobre 1949 4ª giornata | Empoli | 0 – 1 referto | Verona |  |

| 9 ottobre 1949 5ª giornata | Salernitana | 1 – 0 referto | Empoli |  |

| 16 ottobre 1949 6ª giornata | Pisa | 3 – 2 referto | Empoli |  |

| 23 ottobre 1949 7ª giornata | Empoli | 1 – 3 referto | Udinese |  |

| 30 ottobre 1949 8ª giornata | Prato | 2 – 1 referto | Empoli |  |

| 6 novembre 1949 9ª giornata | Empoli | 2 – 2 referto | Livorno |  |

| 6 dicembre 1998 10ª giornata | Pro Sesto | 1 – 1 referto | Empoli |  |

| 20 novembre 1949 11ª giornata | Empoli | 1 – 1 referto | Siracusa |  |

| 27 novembre 1949 12ª giornata | Empoli | 1 – 0 referto | Napoli |  |

| 4 dicembre 1949 13ª giornata | Alessandria | 2 – 0 referto | Empoli |  |

| 30 settembre 1951 14ª giornata | Empoli | 1 – 1 referto | Catania |  |

| 11 dicembre 1949 15ª giornata | Vicenza | 5 – 3 referto | Empoli |  |

| 18 dicembre 1949 16ª giornata | Empoli | 1 – 0 referto | Fanfulla |  |

| 20 ottobre 1968 17ª giornata | Empoli | 2 – 1 referto | Arsenaltaranto |  |

| 1º gennaio 1950 18ª giornata | Modena | 3 – 0 referto | Empoli |  |

| 8 gennaio 1950 19ª giornata | Empoli | 2 – 0 referto | Legnano |  |

| 15 gennaio 1950 20ª giornata | Reggiana | 1 – 1 referto | Empoli |  |

| 22 gennaio 1950 21ª giornata | Empoli | 1 – 0 referto | Spezia |  |

#### Girone di ritorno
| 29 gennaio 1950 22ª giornata | SPAL | 1 – 0 referto | Empoli |  |

| 5 febbraio 1950 23ª giornata | Cremonese | 1 – 1 referto | Empoli |  |

| 12 febbraio 1950 24ª giornata | Empoli | 0 – 1 referto | Brescia |  |

| 19 febbraio 1950 25ª giornata | Verona | 1 – 2 referto | Empoli |  |

| 26 febbraio 1950 26ª giornata | Empoli | 2 – 0 referto | Salernitana |  |

| 12 marzo 1950 27ª giornata | Empoli | 0 – 0 referto | Pisa |  |

| 19 marzo 1950 28ª giornata | Udinese | 4 – 0 referto | Empoli |  |

| 26 marzo 1950 29ª giornata | Empoli | 3 – 1 referto | Prato |  |

| 2 aprile 1950 30ª giornata | Livorno | 3 – 0 referto | Empoli |  |

| 9 aprile 1950 31ª giornata | Empoli | 2 – 1 referto | Pro Sesto |  |

| 16 aprile 1950 32ª giornata | Siracusa | 2 – 1 referto | Empoli |  |

| 23 aprile 1950 33ª giornata | Napoli | 4 – 1 referto | Empoli |  |

| 30 aprile 1950 34ª giornata | Empoli | 1 – 1 referto | Alessandria |  |

| 7 maggio 1950 35ª giornata | Catania | 1 – 2 referto | Empoli |  |

| 14 maggio 1950 36ª giornata | Empoli | 2 – 0 referto | Vicenza |  |

| 21 maggio 1950 37ª giornata | Fanfulla | 3 – 1 referto | Empoli |  |

| 28 maggio 1950 38ª giornata | Arsenaltaranto | 2 – 0 referto | Empoli |  |

| 4 giugno 1950 39ª giornata | Empoli | 2 – 0 referto | Modena |  |

| 11 giugno 1950 40ª giornata | Legnano | 3 – 1 referto | Empoli |  |

| 18 giugno 1950 41ª giornata | Empoli | 2 – 1 referto | Reggiana |  |

| 25 giugno 1950 42ª giornata | Spezia | 2 – 0 referto | Empoli |  |

## Statistiche

### Statistiche di squadra
| Competizione | Punti | In casa | In casa | In casa | In casa | In casa | In casa | In trasferta | In trasferta | In trasferta | In trasferta | In trasferta | In trasferta | Totale | Totale | Totale | Totale | Totale | Totale | DR  |
| Competizione | Punti | G       | V       | N       | P       | Gf      | Gs      | G            | V            | N            | P            | Gf           | Gs           | G      | V      | N      | P      | Gf     | Gs     | DR  |
| ------------ | ----- | ------- | ------- | ------- | ------- | ------- | ------- | ------------ | ------------ | ------------ | ------------ | ------------ | ------------ | ------ | ------ | ------ | ------ | ------ | ------ | --- |
| Serie B      | 35    | 21      | 12      | 4       | 5       | 31      | 19      | 21           | 2            | 3            | 16           | 20           | 50           | 42     | 14     | 7      | 21     | 51     | 69     | -18 |

### Statistiche dei giocatori
| Giocatore      | Serie B  | Serie B |
| Giocatore      | Presenze | Reti    |
| -------------- | -------- | ------- |
| N. Bacci       | 18       | 2       |
| O. Biancardi   | 42       | 0       |
| R. Bortoletto  | 37       | 2       |
| J. Calichio    | 26       | 9       |
| G. Cecioni     | 3        | 2       |
| B. Chizzo      | 14       | 0       |
| R. Croci       | 36       | 0       |
| V. Ercoli      | 34       | 2       |
| M. Ferrari     | 1        | 0       |
| V. Freschi     | 2        | 0       |
| U. Gregorin    | 29       | 8       |
| F. Grosso      | 38       | 10      |
| B. Masi        | 6        | 0       |
| G. Pallavicini | 14       | 5       |
| T. Pangaro     | 29       | 0       |
| F. Paravano    | 10       | 0       |
| M. Pierattini  | 1        | 0       |
| L. Puccioni    | 42       | -69     |
| P. Rossi       | 3        | 0       |
| E. Rovini      | 17       | 0       |
| M. Tosolini    | 28       | 8       |
| F. Zonch       | 32       | 0       |